# Regierungsbezirk Gießen
Regierungsbezirk Gießen är ett av tre regeringsområden i det tyska förbundslandet Hessen. 

## Geografi
Regeringsområdet ligger i den mitt delen av Hessen. I norr gränsar distriktet till Regierungsbezirk Kassel och i söder till Regierungsbezirk Darmstadt.

## Distrikt och distriktsfria städer

### Distrikt
1. Lahn-Dill-Kreis
2. Landkreis Gießen
3. Landkreis Marburg-Biedenkopf
4. Vogelsbergkreis
5. Landkreis Limburg-Weilburg

## Källa
1. ↑  GeoHive - Hessen Arkiverad 19 april 2015 hämtat från the Wayback Machine.